# Gamsstock
De Gamsstock of ook wel de Spilauer Stock is een bergtop met een hoogte van 2270 meter in het Zwitserse kanton Uri.